# Zhutian
Zhutian (chinesisch 竹田鄉, Pinyin Zhútián Xiāng, Tongyong Pinyin Jhútián Siang, Hokkien Tek-chhân-hiong) ist eine Landgemeinde im Landkreis Pingtung auf Taiwan (Republik China).

## Lage
Zhutian liegt im Zentrum der Pingtung-Ebene, einer großen Schwemmebene westlich des Zentralgebirges, einige Kilometer südöstlich der Kreishauptstadt Pingtung. Die südöstliche Begrenzung wird zum wesentlichen Teil von dem kleinen Fluss Donggang (東港溪,  Dōnggǎng Xī) gebildet. Die benachbarten Gemeinden sind Wandan im Westen, Kanding und Chaozhou im Süden, Wanluan und Neipu im Osten, sowie Linluo im Norden.

## Geschichte
Die ursprünglichen Bewohner der Region waren Angehörige indigener austronesischer Ethnien. Ab dem Ende des 17. Jahrhunderts begann die Einwanderung Han-chinesischer Siedler. Aufgrund seiner verkehrsgünstigen Lage entwickelte sich der Ort zu einem Zwischenhandels- und Lagerplatz für Reis, der an die Küste entlang des Flusslaufes des Donggang zu dem gleichnamigen Hafen an der Küste transportiert wurde. Von daher rührt auch der ältere Name Zhutians: 頓物,  Dùnwù, Hakka Tunvud, was so viel wie „Warenlagerplatz“ bedeutet. 1920, zur Zeit der japanischen Herrschaft, wurde Dunwu in Zhutian (‚Bambusfeld‘, japan. Takeda) umbenannt. Nach Übergabe Taiwans an die Republik China 1945 wurde aus dem ‚Dorf‘ (庄,  Zhuāng) eine ‚Landgemeinde‘ (鄉,  Xiāng), anfänglich im Landkreis Kaohsiung, und ab 1950 im neu eingerichteten Landkreis Pingtung.

## Bevölkerung
Die Bevölkerungsmehrheit (etwa 60–70 %) wird von der Volksgruppe der Hakka gebildet. Nach der offiziellen Statistik gehörten Ende 2018 93 Personen (etwa 0,5 %) den indigenen Völkern an.

## Verwaltungsgliederung

Gliederung von Zhutian

Zhutian ist in 15 Dörfer (村,  Cūn) gegliedert:
1 Yongfeng (永豐村)

2 Xishi (西勢村)

3 Futian (福田村)

4 Nanshi (南勢村)

5 Liuxiang (六巷村)

6 Toulun (頭崙村)

7 Meilun (美崙村)

8 Erlun (二崙村)

9 Zhutian (竹田村)

10 Lufeng (履豐村)

11 Tiaodi (糶糴村)

12 Zhunan (竹南村)

13 Sizhou (泗洲村)

14 Dahu (大湖村)

15 Fengming (鳳明村)

## Verkehr
Das Gemeindegebiet wird von mehreren großen Verkehrsadern durchzogen. In Nord-Süd-Richtung verläuft die Nationalstraße 3 (Autobahn). Sie wird im Süden von der in Ost-West-Richtung verlaufenden Provinz-Schnellstraße 88 gekreuzt. Im Osten zieht die Provinzstraße 1 in einem etwa 3 km langen Abschnitt durch Zhutian. Durch Zhutian verläuft die Pingtung-Linie der Taiwanischen Eisenbahn. Es gibt zwei Haltebahnhöfe: Xishi 西勢車站,  Xīshì Chēzhàn und Zhutian (竹田車站,  Zhútián Chēzhàn).

## Landwirtschaft
Zhutian hat einen überwiegend dörflichen Charakter und wird intensiv landwirtschaftlich genutzt. Bekannte Produkte sind Zitronen (auf mehr als 90 ha), Javaäpfel (mehr als 20 ha), Bananen (mehr als 100 ha) und verschiedene Gemüsesorten (auf etwa 30 ha). Seit einiger Zeit wird die Diversifizierung der Landwirtschaft und der Anbau von Schnittblumen (etwa 50 ha) staatlich gefördert. Kultiviert und exportiert werden Orchideen der Gattung Oncidium (hauptsächlich in Fengming), sowie der Großen Flamingoblume.

## Tourismus, Sehenswürdigkeiten
In Zhutian befindet sich im Dorf Xishi das Hakka-Kulturmuseum des Landkreises Pingtung (屏東縣客家文物館,  Píngdōng Xiàn kèjiā Wénwùguǎn, ). Das Museum wurde im typischen Hakka-Architekturstil erbaut und am 2. Oktober 2000 eröffnet. Als sehenswert gilt der Liudui-Zhongyi-Pavillon (六堆忠義亭,  Liùduī zhōngyì tíng – „Sechs-Haufen-Loyalitäts-Pavillon“, ). Während der Zeit der Zhu-Yigui-Rebellion gegen die Qing-Herrschaft auf Taiwan 1721 stellten sich die sechs Hakka-Gemeinden Süd-Taiwans auf die Seite der Qing-Autoritäten und organisierten eine bewaffnete Miliz zur Selbstverteidigung. Die Hakka-Miliz wehrte die Anhänger Zhu Yiguis ab und die Qing-Verwaltung errichtete nach der Niederschlagung des Aufstandes zur Erinnerung daran einen kleinen Gedenkpavillon. Während der Zeit der japanischen Herrschaft wurde der Pavillon zeitweilig geschlossen, da er als Zentrum pro-chinesischer und anti-japanischer Aktivitäten galt. Der originale Pavillon ist nicht erhalten und der heutige Pavillon ist ein späterer Neubau.

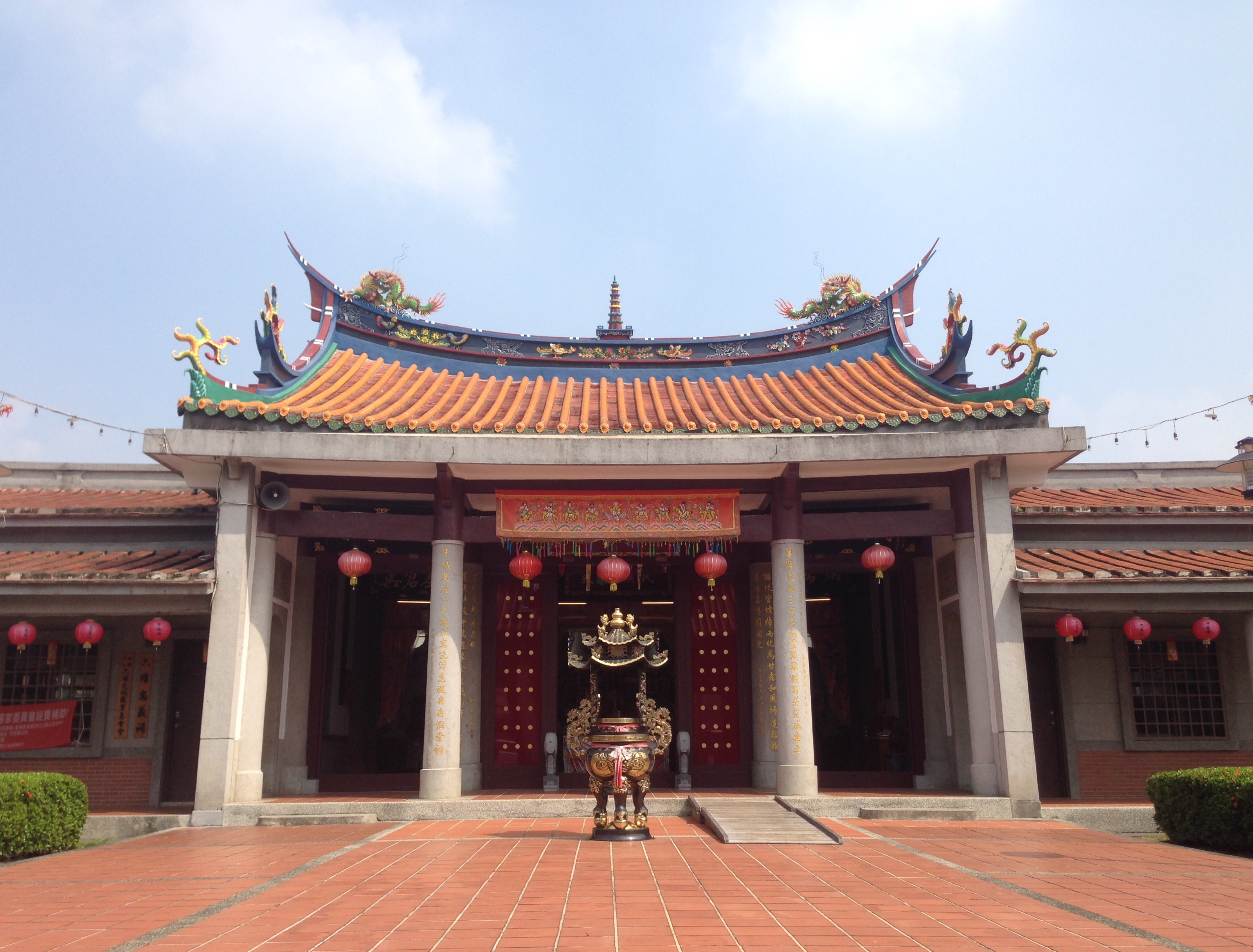
Liudui-Zhongyi-Pavillon
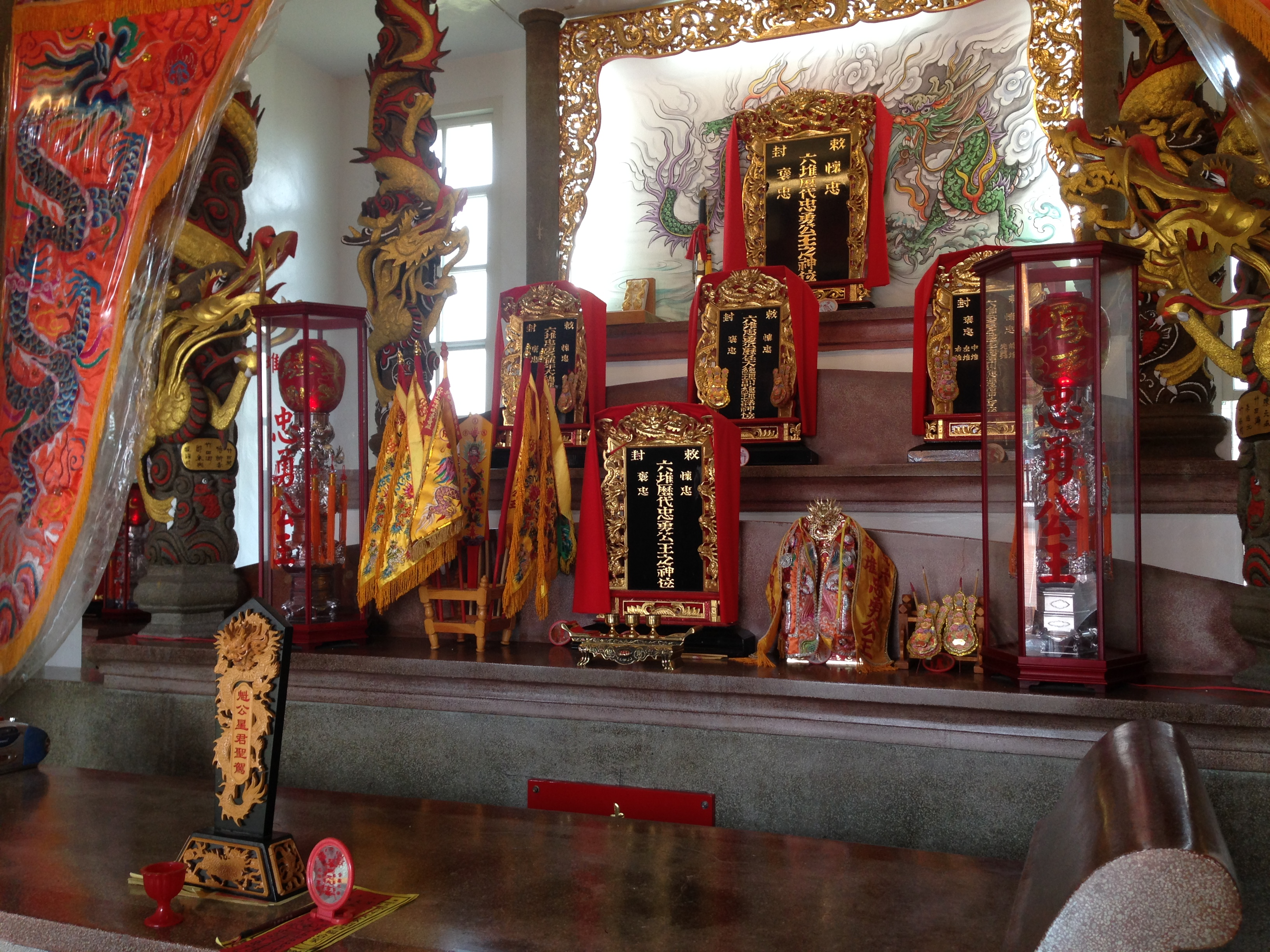
Im Inneren des Pavillons
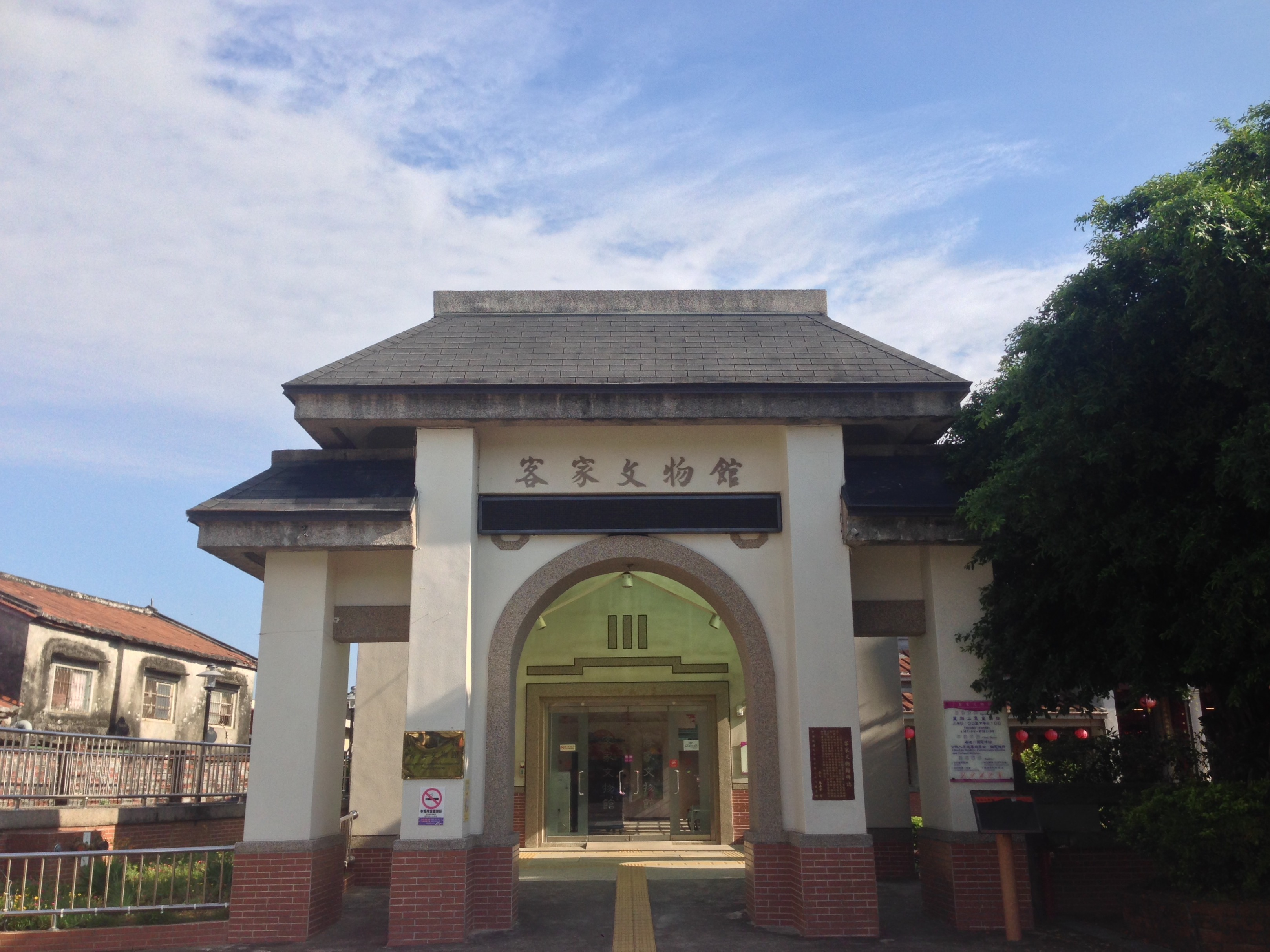
Eingang zum Hakka-Kulturmuseum
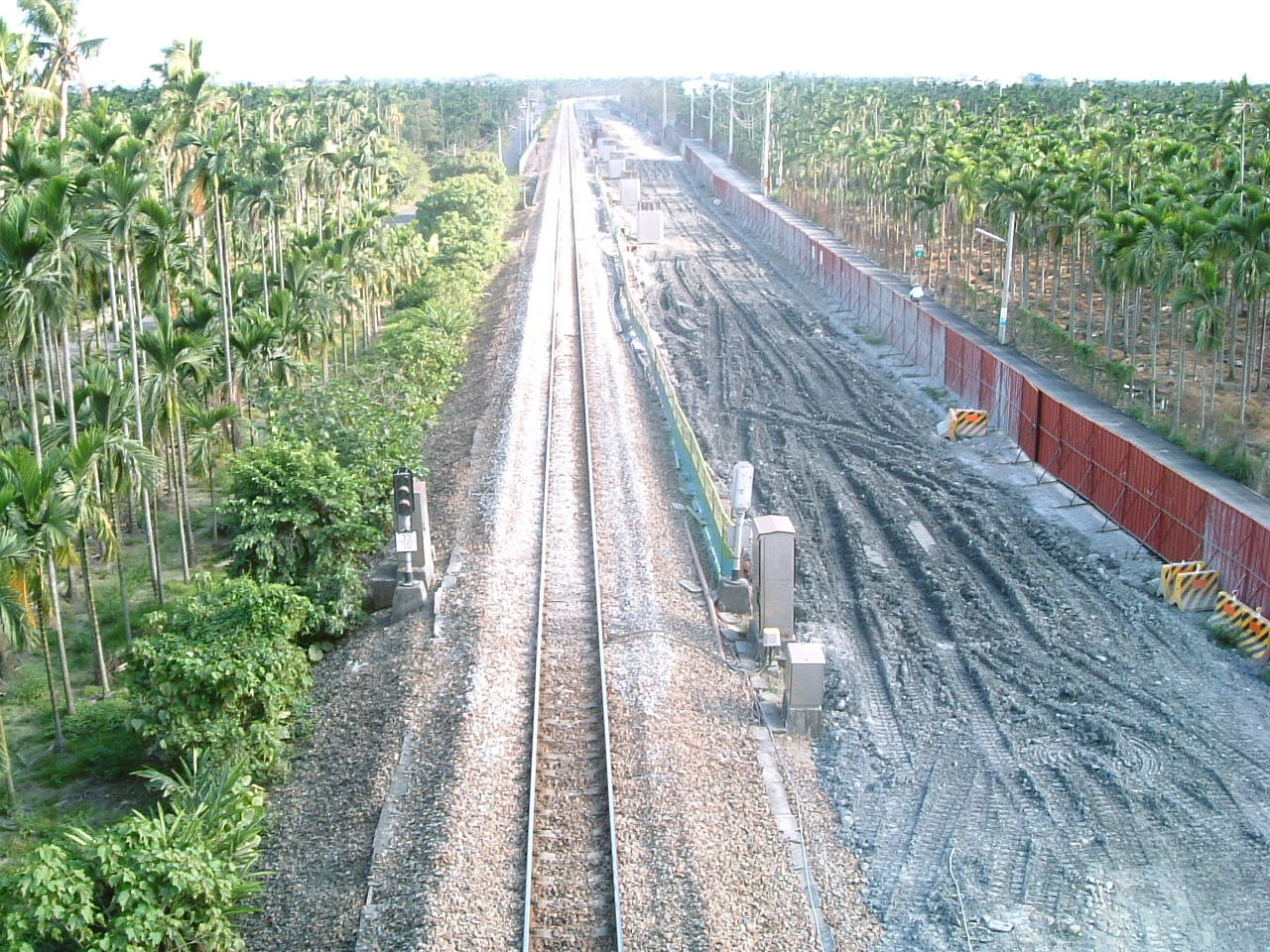
Zweigleisiger Ausbau der Pingtung-Eisenbahnlinie in Zhutian (2010)